# スターレットステークス

スターレットステークス（Starlet Stakes）は、アメリカ合衆国のロスアラミトス競馬場にて、毎年12月に開催される競馬の競走である。ハリウッドパーク競馬場で開催されていた2013年大会まではハリウッドスターレットステークスであった。

## 概要
2022年までは2歳牝馬限定のダートG1として開催。ブリーダーズカップ・ジュヴェナイルフィリーズから参戦してくる馬も多い。
もともとはハリウッドパーク競馬場で行われていたレースだったが、同場の閉鎖に伴い2014年からロスアラミトス競馬場で行われている。
本競走は北米競馬における2歳牝馬の最後の大レースである。
2023年にはG2へ降格されることになった。

## 近年の勝ち馬
- 2024 Tenma
- 2023 Nothing Like You
- 2022 Faiza
- 2021 Eda
- 2020 Varda
- 2019 Bast
- 2018 Chasing Yesterday
- 2017 Dream Tree
- 2016 Abel Tasman
- 2015 Street Fancy
- 2014 Take Charge Brandi[2]
- 2013 Streaming
- 2012 Pure Fun
- 2011 Killer Graces
- 2010 Turbulent Descent
- 2009 Blind Luck
- 2008 Laragh
- 2007 Country Star
- 2006 Romance Is Diane
- 2005 Diplomat Lady
- 2004 Splendid Blendid
- 2003 Hollywood Story
- 2002 Elloluv
- 2001 Habibti